# 이가은 (레이싱 모델)
이가은(1987년 ~ )은 대한민국의 아나운서 겸 모델이다.

## 경력
- 2014년 ~ 2015년 TBN 인천교통방송 교통 리포터
- 2015년 서울경제TV 리포터
- 2016년 한국GM 사내 아나운서
- 2018년 넥센타이어 레이싱팀 모델
- 2019년 한국타이어 레이싱팀 모델
- 2019년 NS홈쇼핑 전속 모델
- 2020년 YTN '데일리팜'

## 학력
- 2003년 ~ 2006년 동작고등학교 졸업
- 2009년 ~ 2011년 인하공업전문대학 관광경영과 전문학사

## 수상
- 2015년 관광한류미사절 선발제전 미(美)
- 2016년 한중문화어워즈 한국 진(眞)